# Planétarium Dow
Le planétarium Dow est un ancien planétarium au square Chaboillez à Montréal qui ouvre ses portes en 1966 et ferme en 2011. Le bâtiment est maintenant transformé en espace de travail ÉTS Centech de l'École de technologie supérieure, une constituante du réseau de l'Université du Québec.
Le planétarium est remplacé par le planétarium Rio Tinto Alcan de Montréal qui ouvre en 2013 dans l'Espace pour la vie.

## Les débuts
Dès 1936, l'idée de doter Montréal d'un planétarium circulait au sein d'un groupe de mécènes anglophones prêt à financer un projet de ce type sur un terrain situé près du Jardin botanique de Montréal. Un autre projet, imaginé par Roger Brodeur un astronome amateur, est lancée en 1949 et propose la construction d'un vaste édifice sur le Mont Royal.

## Le planétarium
Mais ce n'est finalement qu'en 1962 avec la participation financière de la brasserie Dow que l'idée d'un planétarium se concrétise enfin. C'est Pierre Gendron, un professeur de chimie et astronome amateur, nouvellement nommé vice-président de la Brasserie Dow, qui réussit à convaincre son entreprise de financer le projet d'un planétarium de niveau international à Montréal dans le cadre des célébrations du centenaire du Canada.
Dans un premier temps le nouvel édifice devait être construit sur le toit de l'usine d'empaquetage de la Dow, mais vu les difficultés que représente ce choix c'est finalement sur le site de l'ancienne gare Bonaventure sur le square Chaboillez,45° 29′ 46″ N, 73° 33′ 50″ O. C'est la firme d'architecte David-Barott-Boulva qui esquisse les plans du nouveau planétarium dont la construction débute en 1964 et se termine en 1966. Le concept sélectionné reprenait alors un thème spatial avec un dôme extérieur rappelant Saturne entouré de ses anneaux. Le coût total de la construction du bâtiment est de 1,25 million de dollars.
Le 1er avril 1966, Pierre Gendron, devenu président de la Brasserie Dow, remet les clés de l'édifice à Jean Drapeau alors maire de Montréal. L'institution qui ouvre ses portes au public le 4 avril 1966, quelques mois avant l'exposition universelle de Montréal, et présente alors le spectacle « Nouveau Ciel pour une nouvelle ville ». C'est le service des parcs de Montréal qui a la responsabilité de gérer l'édifice. Ses équipements à l'époque, un dôme de projection de 20 mètres, un projecteur Zeiss à la fine pointe de la technologie et sa capacité d'accueil de plus de 400 places assises en font l'un des planétariums les plus importants au monde.
Il s'agit du deuxième planétarium public au Canada, après le planétarium Queen Elizabeth II à Edmonton, et du premier des deux planétariums à marquer le centenaire, le planétarium du Centenaire ayant ouvert ses portes en 1967 à Calgary.
Ce planétarium s'intègre à l'origine dans le contexte nord-américain de la course à la Lune, et doit son succès immédiat jusqu'à la fin de la Guerre froide à l'effet Spoutnik. La brasserie Dow nomme Pierre Gendron pour profiter de cet engouement et la venue de l'Exposition universelle de 1967. L'astronome Donald D. Davis est engagé comme directeur et se met en relation avec ses collègues canadiens pour créer l'Association des Planétariums du Canada.
Le planétarium offre des spectacles originaux dans les deux langues, propose des cours d'initiation à l'astronomie. Le prof Lebrun anime plusieurs conférences très populaires.
En 1971, Auray Blain prend la direction du planétarium et renforce le créneau de la vulgarisation scientifique, s'ouvre au public scolaire et développe pour les adultes la thématique des grandes figures de l'astronomie ainsi que l'exploration du système solaire et des constellations. Il met sur pied une équipe de conférenciers amateurs compétents. Il prend sa retraite dix ans plus tard ; la relève est assurée par son adjoint Claude Lebrun ; celui-ci engage un directeur scientifique, Pierre Lacombe, qui s'appuie sur l'expertise de professionnels de l'éducation. Il décide également d'embaucher un animateur dont le rôle est d'interagir avec le public à la fin des spectacles. Le planétarium intègre un réseau montréalais de communication, le ZAP. De plus un club d'astronomes amateurs fait le pont entre chercheurs et grand public et crée en 1985 le Club Espace.

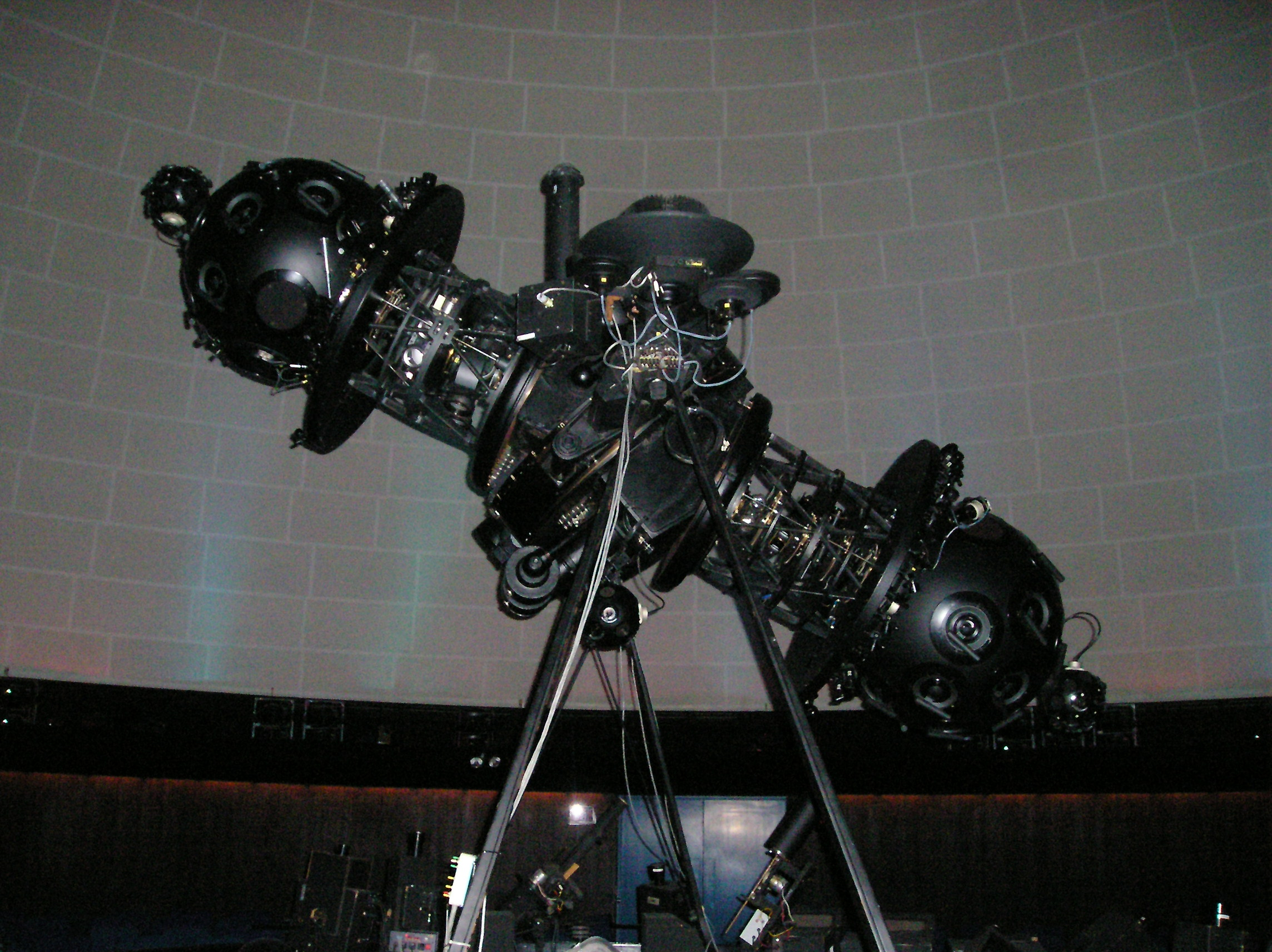
Son projecteur Zeiss en 2006

Pierre Lacombe est nommé directeur en 1989 et engage Pierre Chastenay comme conseiller scientifique et responsable des activités éducatives jusqu'en 2003. Sept expositions temporaires vont sillonner la province. En 1991, la Société des musées de sciences naturelles remplace le ZAP et s'appuie sur l'expertise de l'Insectarium (dont P. Lacombe prend temporairement la direction), puis prend le nom de Muséums Nature Montréal en s'appuyant sur une enquête approfondie de fréquentation par Statmédia sur l'offre et les clientèles. Au retour de l'Insectarium, Lacombe dote le planétarium d'une société d'amis, la SAPM, qui remplace le club Espace et donne un nouveau souffle aux activités de vulgarisation scientifique : cours, accès à la bibliothèque, conférences, ateliers d'astrophotographie, bulletin d'information notamment. Pour son 30ème anniversaire, le planétarium inaugure son site internet et met en route une ligne téléphonique 861-CIEL pour répondre en direct aux questions du grand public, sur le bogue de l'an 2000, les astéroïdes ou le réchauffement climatique. Le planétarium acquiert une réputation de référence auprès des caméras et des radios grâce à ses astronomes diplômés et ses capsules hebdomadaires pour Météo Média.
Les spectacles conçus pour les familles ont beaucoup de succès, en particulier Le grand voyage de la petite ourse ou À la recherche du Galactium. Plusieurs livres de vulgarisation à destination des enfants sont édités : Je deviens astronomome, La Terre, la Lune et le Soleil et La tournée des planètes ; ils remportent de nombreux prix.
Cet équipement connaît dès ses débuts un grand succès et dans ses deux premières semaines d'ouverture, plus de 16 000 personnes assistent à l'un des spectacles qui y sont présentés. Depuis son inauguration, le planétarium a accueilli plus de six millions de visiteurs et près de cinquante-huit mille spectacles ; il est considéré comme l'une des attractions touristiques très populaires de Montréal.

## Fermeture et transformation

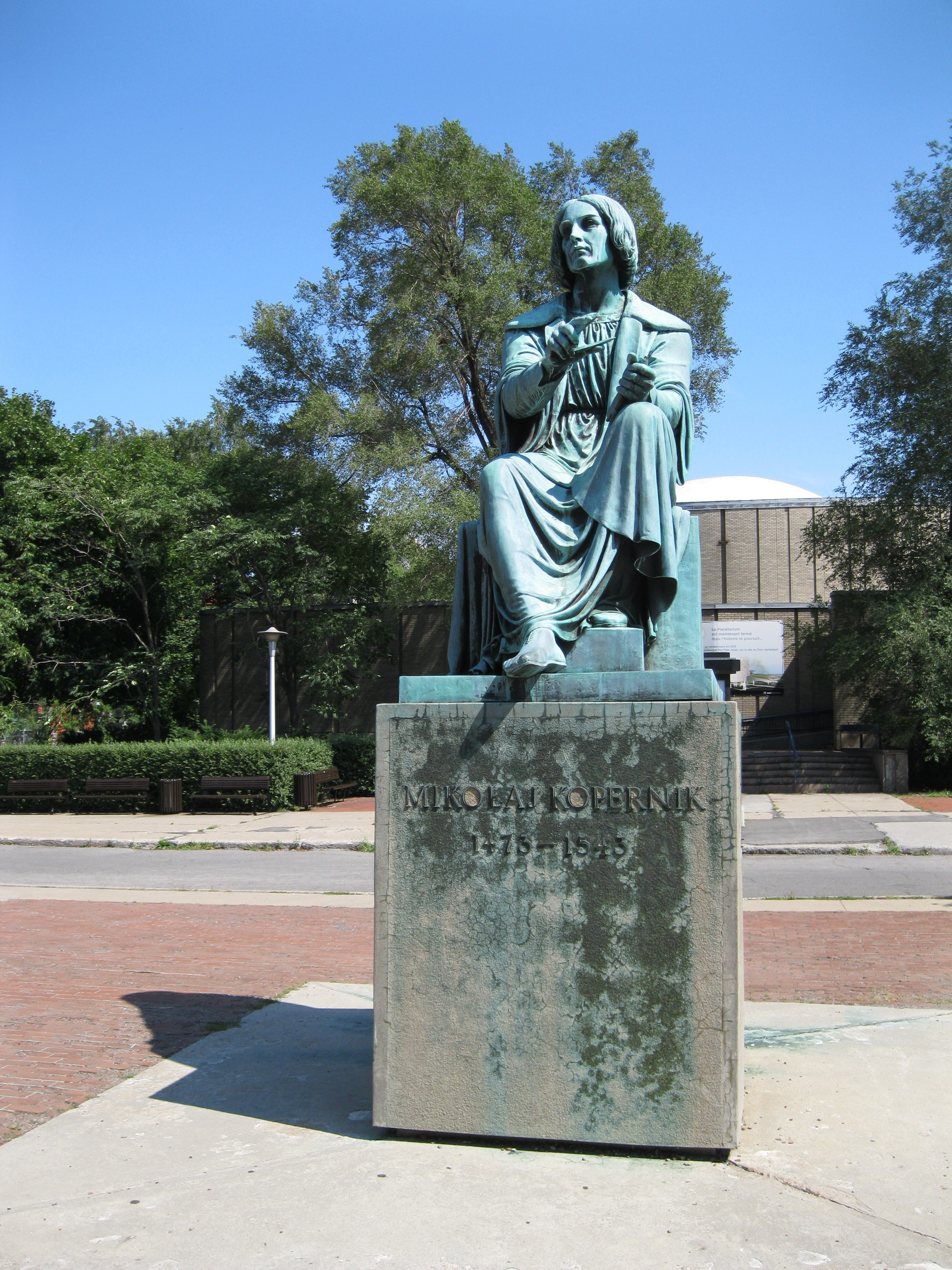
Statue de Nicolas Copernic en 2012

Le vieux bâtiment ferme ses portes en 2011 mais ses activités continuent avec l'achat d'un planétarium gonflable qui s'installe facilement dans un gymnase et des animations hors-murs dans des zones éloignées à travers tout le Québec.
En 2018, l'ancien planétarium a été transformé en espace de travail pour l'École de technologie supérieure par le cabinet d'architectes Menkès Shooner Dagenais LeTourneux Architectes.

## Art public
Le Monument à Nicolas Copernic (en) est réalisé en 1967 à partir d'un modèle en plâtre de l'artiste danois Bertel Thorvaldsen et offert à la ville de Montréal par le musée Thorvaldsen en 1967. Il est installé pour la première fois devant le pavillon thématique L’Homme interroge l’Univers de l’Exposition universelle de 1967. Comme prévu dans l'acte notarié d'acquisition, la statue est transférée au planétarium à la suite de la fermeture du site d'Expo 67 et le dévoilement officiel aura lieu le 18 mai 1975. 
La seconde œuvre d'art public installée sur le site du square en 1968 s'intitule « Cadran solaire (en) » et a été réalisé par l'artiste néerlandais Herman van der Heide (nl).
Les deux œuvres sont restaurées et déplacées vers le planétarium actuel en 2013.